# Юлдашев Тємур Дамірович
Тeму́р Дамі́рович Юлда́шев (нар. 11 березня 1969, Луганськ, Українська РСР — пом. 24 серпня 2014, Петрівське, Шахтарський район, Донецька область, Україна) — український військовик, громадський діяч, спортсмен, майстер спорту міжнародного класу з пауерліфтингу. Командир батальйону патрульної служби міліції особливого призначення «Тимур».

## Життєпис
Народився 11 березня 1969 року в Луганську.
Професійний військовий, провів на військовій службі 21 рік. До 1990 року служив в Південній групі радянських військ на території Угорщини, після виводу радянських військовослужбовців з Угорщини повернувся до Луганська. Продовжив військову службу у Збройних силах України; звільнився у резерв 2008 року. Займався паверліфтингом, перемагав у національних та міжнародних змаганнях, чемпіон світу і триразовий чемпіон Європи з паверліфтингу (жим штанги лежачи). Працював тренером з паверліфтингу; виховав цілу низку луганських спортсменів-важкоатлетів. Серед вихованців — Щербань Олександр Володимирович.
Брав участь у громадському житті Луганська, був членом Луганського правозахисту. Кандидат у народні депутати на позачергових виборах народних депутатів України 26 жовтня 2012 року від Радикальної партії Олега Ляшка, № 15 у партійному списку.

### Російсько-українська війна
На початку кризових подій на сході України навесні 2014 року Юлдашев очолив Штаб народної самооборони Луганська. 10 березня 2014 року разом з Олегом Ляшком брав участь у затриманні Арсена Клінчаєва в Луганську. За дорученням начальника ГУМВС України у Луганській області генерал-лейтенанта міліції Володимира Гуславського для захисту держави у квітні зібрав добровольців до батальйону патрульної служби міліції особливого призначення. Батальйон, за словами Юлдашева, було названо «Тимур», що в перекладі з узбецької мови означає «залізний».

### Полон
28 квітня група добровольців з «Тимура» у складі 30 осіб, які ще не склали присяги, прибула до міста Щастя, Луганська область, де у Навчальному центрі ГУМВС України Луганської області планувалося провести їх підготовку. Після прибуття група була заблокована місцевими мітингувальниками; відбулася бійка. За словами Юлдашева, «бійці мого спецпідрозділу були направлені на тренувальний табір в місті Щастя. Їх там зустріла група місцевих підготовлених провокаторів. Заблокували спочатку біля навчального центру, а потім на автостанції, коли хлопці намагались виїхати з міста».
Комбат Юлдашев запропонував взяти себе в заручники і взамін відпустити добровольців з «Тимура». МВС України кваліфікувало захоплення Юлдашева як викрадання і відкрило кримінальне провадження, оскільки на інтернет-відео його допиту було видно, що Юлдашев був зі зв'язаними руками та слідами побиття.

Олег Ляшко такими словами прокоментував події у Щасті: 
«Я неодноразово вимагав від Турчинова діяти, увесь останній місяць давав свої ідеї і поради, як здолати терористів, однак мене, на жаль, не чують. Учора терористи захопили мого помічника Темура Юлдашева, він досі перебуває в полоні».
Громадськість України виступила за негайне звільнення Темура Юлдашева. 1 травня 2014 року керівництво українського відділення Всесвітнього Альянсу Пауерліфтингу (англ. World Powerlifting Alliance) направило листа Валерію Болотову з проханням звільнити Юлдашева з полону. 30 травня Болотов на пресконференції заявив, що Юлдашев нібито збирається перейти на сторону так званої ЛНР.
Юлдашев перебував у полоні російських бойовиків 35 діб, його тримали у будівлі СБУ в Луганську.

### Звільнення
2 червня Юлдашев звільнився з полону і 14 червня виїхав до Києва, де 20 червня провів пресконференцію в «Maidan Press Center». Він вирішив продовжити боротьбу за незалежність і соборність України. У Луцьку Юлдашев зібрав навколо себе добровольців із західних областей України. Наприкінці серпня Юлдашев знаходився серед захисників Савур-Могили в зведеній групі українських спецпризначенців під командуванням Героя України полковника Гордійчука.
24 серпня 2014 року Темур Юлдашев разом з солдатом Володимиром Бражником загинув від кулі снайпера. 1 жовтня 2014 року тіло Темура було ексгумовано місією «Евакуація-200» («Чорний тюльпан») у безіменній могилі на околиці села Петрівське. Згодом був впізнаний за експертизою ДНК.
26 травня 2015 року Темура Юлдашева поховали на Лук'янівському військовому кладовищі Києва, похорон очолив преосвященніший Афанасій. Могила знаходиться по правій стороні головної алеї, поряд із входом.

## Сімейний стан
Був одружений, виховував п'ятьох дітей. Молодший син — Арістарх Юлдашев — випускник Київського військового ліцею імені Івана Богуна.

## Нагороди та вшанування
- Орден «Народний Герой України» (посмертно, 4 серпня 2015[32]);
- Орден «За мужність» III ступеня (посмертно, 22 січня 2016[33]).
- Портрет Темура Юлдашева розміщений на меморіалі «Стіна пам'яті полеглих за Україну» у Києві: секція 3, ряд 9, місце 2.
- Темур Юлдашев вшановується 24 серпня на щоденному ранковому церемоніалі вшанування українських захисників, які загинули цього дня у різні роки внаслідок російської збройної агресії[34].
- На честь Темура Юлдашева в Попасній щорічно проводиться обласний Кубок з пауерліфтингу.[35]

### Відео
- Темур Юлдашев в полоні, 3 травня 2014 на YouTube

### Інтерв'ю
- Темур Юлдашев в ефірі «Вечора із Миколою Княжицьким», Еспресо.TV, 21 квітня 2014 на YouTube
- Темур Юлдашев після звільнення з полону  «Громадське телебачення», 15 червня 2014 на YouTube
- Пресконференція Темура Юлдашева в «Maidan Press Center», 20 червня 2014 на YouTube
- Темур Юлдашев про перебування в полоні в ефірі «Радіо Свобода», 25 червня 2014 на YouTube